# باتمان: عودة فارس الظلام (فلم)
باتمان: عودة فارس الظلام (بالإنجليزية: Batman: The Dark Knight Returns) فيلم فيديو مقتبس من قصص مصورة لعائدات فارس الظلام من تأليف فرانك ميلر، وينقسم الفلم إلى جزئين.

## الحبكة

### الجزء 1
بعد موت رفيق المليونير بروس واين جيسون تود، أُجبر على التقاعد من شخصيته باتمان، بعد عشر سنوات مدينة غوثام تجتاح بالجريمة والإرهاب من قبل المعروف بالموتانتس.
وين بعمر 55 سنة يبقى مع صداقة بالمفوض الشرطة المتقاعد بعمر 70 سنة جيمس غوردون، بينما الجوكر (عدو باتمان اللدود) كان في شذوذ الحركة لدى ملجأ أرخام مند تقاعد وين. سجن أرخام يمر به سابقا المدعي ذو الوجهين هارفي دينت بجراحة تقويمية لتصليح وجهه المشوه. بالرغم من أنه يبين للجميع أنه طيب، لكن سرعان يتغير بعد إطلاقه من السجن، تم هناك أخبار الجريمة في كافة أنحاء المدينة فوين يتذكر أبويه الذين يحفزانه أن يصبح باتمان مرة أخرى. فيكافح الجرائم الخطيرة، ينقذ كاري كيلي بعمر 13 سنة، لكن الآن كفح مع أنه متقدم للعمر.

### الجزء 2
يقنع الجوكر وولبر لأخذه على برنامج حوارات لرواية قصته؛ هو يعمل على الهروب مع حليفه السياسي، والذي جهز له أحمر الشفاه الذي يسيطر على العقل، في هذه الأثناء سوبرمان والذي يعمل كمشارك حكومي لأنه يسمح لمساعدة الناس بسرية، الرئيس رونالد ريغان مصمم بأن ينهي نشاطات باتمان.
تأطير هذه الأحدات بنمو العداوة بين الولايات المتحدة الأمريكية و الاتحاد السوفيتي وذاك على امتلاك جزيرة مالطي.
بينما يذل حضور باتمان المستمر من قبل السلطات الوطنية، تصبح يينديل مفوضا وتطلب توقيف باتمان، ويحذر سوبرمان لباتمان أن الحكومة لن تتحمله مرة أخرى.

## الممثلون
الجزء الأول
- بيتر ويلر مثل بروس واين/باتمان [1]
- أرييل وينتر مثل(ة) كاريي كيليي  [لغات أخرى]‏ / روبين [1]
- ديفيد سيبلي  [لغات أخرى]‏ المفوض جيميس غوردون [1]
- وادي ويليامز مثل هارفي دينت / ذو الوجهين [1]
- مايكل إيمرسون مثل الجوكر [1]
- دي برادلي بيكر مثل دون
- ماريا كنالز-باريرا مثل(ة) المفوضة إلين ييندل
- باجيث بريوستر مثل لانا لانغ  [لغات أخرى]‏
- غراي ديلايل مثل(ة) أنتشوروومان كارلا
- ريتشار دويلي مثل  عمدة مدينة غوثام
- مايكل جانكسون مثل ألفريد بيني وورث
- يوري لوينثال مثل ابن باتمان وأصوات إضافية أخرى...(غير معطى)
- مايكل ميكين مثل دك. بارثولوميو وولبر [1]
- جيميس بانريك ستوورت مثل موراي
- جيمس آرنولد تايلور مثل سيد. هودسون، سبود, أصوات أخرى...
- بروس تيم مثل ثوماس واين  [لغات أخرى]‏
- فرانك ويلكر مثل مايور ستيفينسون
- غاري وليامز مثل ميوتانت ليدر
- روب بالزين مثل روب

الجزء الثاني
- مارك فالي مثل سوبرمان [2]
- روبين أتكين داونيز مثل السهم الأخضر
- تيريس ماكنيل مثل(ة) المرأة القطة
- جيم ميسكمين مثل الرئيس رونالد ريغان
- كونان أوبراين مثل دافيد إندوتشراين
- أندي ريتشتار مثل فرانك
- تارا سترونغ مثل(ة) أصوات أخرى...(غير معطى)[3]

## الموسيقى
كريستوفر دريك، سجل كِلا أجزاء الفيلم، فهناك طبعة قرص الموسيقى التصويرية فاخرة صُدرت في 8 أكتوبر 2013 تزامناً مع نسخة الفيلم.

### تسجيل المسار
كل الموسيقات أعدت من قبل كرستوفر دريك.
| 1.  | "مدينة غوثام، 1986"                      | 1:30 |
| 2.  | "قطع و كعِب/لن يحدث مرة أخرى"             | 3:00 |
| 3.  | "يشارك بوث في المباراة"                  | 0:52 |
| 4.  | "مارك من زورو/الوقت عنده جاء"            | 2:22 |
| 5.  | "عائدات فارس الظلام"                     | 4:17 |
| 6.  | "هؤولاء الرجال لي"                       | 2:57 |
| 7.  | "المشاهدات"                              | 1:11 |
| 8.  | "الإشارة"                                | 1:29 |
| 9.  | "هارفي"                                  | 6:13 |
| 10. | "إطلاق النار على محل المشروبات الكحولية" | 0:27 |
| 11. | "أصدقك/مرة روبن"                         | 1:50 |
| 12. | "أنا كابوسك الأسوأ"                      | 0:47 |
| 13. | "العيون إلى الجانب!"                     | 0:46 |
| 14. | "الجنرال"                                | 1:10 |
| 15. | "موتانتس...الإستسلام الآن،أو يكون محطما" | 7:41 |
| 16. | "كاري كيلي...روبن"                       | 2:06 |
| 17. | "أنت لم تنتهي مني"                       | 1:46 |
| 18. | "أنت ميراث روبن"                         | 1:46 |
| 19. | "أنت عمدة العشاء"                        | 1:12 |
| 20. | "أعتمد عليك جيم...للمرة الأخيرة"         | 5:57 |
| 21. | "هي طاولة عمليات. وأنا الجراح"           | 4:48 |
| 22. | "هو الفارس المظلم/عناوين النهاية"        | 5:09 |

## وصلات خارجية
- مقالات تستعمل روابط فنية بلا صلة مع ويكي بيانات
- Batman: The Dark Knight Returns, Part 1 on قاعدة بيانات الأفلام على الإنترنت
- Batman: The Dark Knight Returns, Part 2 on قاعدة بيانات الأفلام على الإنترنت